# Avisa Partners
 (juillet 2022).
L'article doit être relu — et modifié si nécessaire — par des contributeurs indépendants pour apporter un regard critique aux contributions effectuées en violation des conditions d'utilisation de Wikipédia, tant sur la forme (notamment concernant le style encyclopédique, la proportionnalité) que sur le fond (la neutralité de point de vue, la qualité et l'indépendance des sources).
Avisa Partners est un groupe français de conseil spécialisé dans l'e-réputation, la cybersécurité, l'intelligence économique, l'investigation informatique légale et le lobbying. Son siège social est situé à Paris et l'entreprise est présente dans sept autres pays.
Il est publiquement accusé de désinformation par plusieurs enquêtes journalistiques en 2015 dans l'affaire des tribunes fantômes créées lors de l'OPA sur le Club Med et en 2022 dans le cadre des Uber Files pour avoir manipulé des informations à grande échelle sur de nombreux médias en ligne ainsi que sur Wikipédia.
Le groupe s'attire les foudres des services étatiques français. Selon Mediapart nombre d'opérations d'influence en ligne douteuses lui sont imputables. Toujours selon Mediapart, l'entreprise conseillerait, ou aurait conseillé, son lot de régimes autoritaires à dictatoriaux, de l’Egypte à la Turquie en passant par le Kazakhstan, le Qatar ou la république démocratique du Congo.
Avisa Partners entame en septembre 2022 une série de poursuites contre la presse, notamment contre Reflets, Mediapart, Arrêt sur Images et Next INpact.
En 2023, l'entreprise est réorganisée et Arnaud Dassier prend la tête d'Avisa Partners. 

## Histoire

### Fondation d'iStrat
La société Avisa Partners est créée en 2010 sous le nom d'iStrat par Matthieu Creux, l'ancien responsable internet des Jeunes populaires, devenu conseiller ministériel de Valérie Pécresse. Au moment de sa création, la principale expertise du cabinet iStrat est alors la communication numérique.
En 2015, iStrat change de nom pour devenir Demeter Partners. La même année, la société fait l'acquisition du fonds de commerce de Momentum System International, à New York, un spécialiste de la lutte contre la désinformation sur internet.

### Le groupe renommé Avisa Partners en 2018
Le groupe est renommé Avisa Partners en 2018 à l'issue d'un rapprochement avec Lexfo, un cabinet de sécurité informatique français, et Avisa, un cabinet de lobbying belge, dont le groupe prend le nom.
En 2019, le fonds Raise Investissement et Rive Croissance acquièrent 25 % du capital, valorisant la société à hauteur de 130 millions d'euros. La même année, Avisa Partners fait l’acquisition du cabinet britannique d’affaires publiques Gabara Strategies et du groupe allemand d'intelligence stratégique IDA Group.
En 2020, le cabinet rachète la Compagnie européenne d’intelligence stratégique, société créée par Olivier Darrason mais principalement détenue par ses associés et le Crédit mutuel Alliance fédérale. Quelques semaines plus tard, Avisa Partners prend une part majoritaire dans le cabinet de conseil en sécurité informatique lyonnais Calypt.

### Acquisition de l'Observatoire des pays arabes
En 2021, Avisa Partners acquiert l'Observatoire des pays arabes à son fondateur Antoine Basbous, ainsi que de l’agence de communication 35°Nord, spécialiste des relations publiques en Afrique.
En juin 2022, Avisa Partners rachète Leakid, une entreprise spécialisée dans la protection des contenus propriétaires, dont la technologie permet de signaler et d'obtenir le retrait des contenus illicites. En parallèle, Avisa Partners fait l'acquisition de Databack, un laboratoire français de récupération de données informatiques.
La société compte environ 300 collaborateurs et une quinzaine de filiales, réalisant plus de 60 millions d'euros de chiffres d'affaires, dont 10 millions aux États-Unis.

### Réorganisation et nouvelle gouvernance
En juin 2023, après les scandales révélés par la presse qui écornent son image auprès de ses clients, et notamment auprès des services secrets en raison de l'implication de la société auprès de dirigeants politiques étrangers, Avisa annonce le départ de son fondateur Arnaud Dassier à qui elle cède les « activités digitales » — activités d'influence et de manipulation de l'information  — et la marque pour 5 millions d'euros. Le groupe change ainsi de nom pour s'appeler Forward Global, et conserve les activités d'intelligence économique et de cybersécurité,. Il maintient ses plaintes en diffamation contre les différents médias ayant révélé ces informations. Arnaud Dassier prend ainsi la direction d'Avisa Partners. 

## Activités
La société exerce ses activités dans l'e-réputation et la cybersécurité, la gestion du risque, la lutte contre la criminalité financière, les relations internationales, le lobbying et la communication stratégique[réf. nécessaire]. La filiale Lexfo, est un Centre d'évaluation de la sécurité des technologies de l'information agréé par l'Agence nationale de la sécurité des systèmes d'information[réf. nécessaire],[pertinence contestée]
La société organise le Forum international de la cybersécurité, co-organisé avec la Gendarmerie nationale et la Région Hauts-de-France entre 2007 et 2022, ainsi que le Forum international de Dakar sur la Paix et la Sécurité en Afrique, co-organisé avec le Ministère des affaires étrangères sénégalais et financé par le Quai d'Orsay depuis 2014. En 2023, le Forum International de la Cybersécurité se tient sans la participation du ministère des Armées. Challenges indique qu'officieusement, ce retrait est dû aux « relations fraîches, voire glaciales, entre Avisa Partners et le ministère des Armées [qui] sont un secret de Polichinelle, de même que la grande méfiance de la DGSE à l’endroit de la société d’intelligence économique dirigée par Mathieu Creux ». Les ministères de l’Intérieur et des Armées se retirent également de cette édition, en raison de griefs envers la société Avisa Partners.
En 2022, elle crée l'Initiative globale pour la paix et la sécurité en Afrique, un think-tank financé par l'Union européenne dans lequel sont notamment impliqués Kamissa Camara, ancienne secrétaire générale de la présidence du Mali, Emanuela Del Re (en), représentante spéciale de l’Union européenne pour le Sahel, Lionel Zinsou, ancien Premier ministre du Bénin, et Ahmedou Ould Abdallah, diplomate mauritanien, cofondateur et membre du conseil consultatif de Transparency International.
A partir de 2023, l'entreprise se concentre sur ses activités d'influence digitale,. 

## Gouvernance

### Actionnariat et direction du groupe (2010-2022)
Le groupe est d'abord dirigé par son fondateur Matthieu Creux, ancien collaborateur parlementaire à l'Assemblée nationale, puis conseiller ministériel de Valérie Pécresse au ministère de l'enseignement supérieur et de la recherche,.
L'autre cofondateur est Arnaud Dassier, ancien responsable Internet des campagnes présidentielles de Jacques Chirac et de Nicolas Sarkozy, ancien candidat aux élections législatives sous l'étiquette UDF, proche d'Éric Zemmour,, et par ailleurs actionnaire de Talmont media, société éditrice du site Atlantico.
Henri et François Tillinac furent également actionnaires d'Avisa Partners dès 2011 et ce, jusqu'en 2016, l'année au cours de laquelle ils fondent Nativiz, société partenaire d'Avisa Partners qui dirige de faux sites d'information, mimétiques de vrais sites comme Journal Economique et la Santé Publique. Jean Tillinac les rejoint en 2012 et demeure un des cadres d'Avisa Partners.
Plusieurs autres associés qui ont travaillé avec ce cabinet disposaient d'une expérience politique importante, dont Olivier Darrason, ancien député UDF des Bouches-du-Rhône, fondateur de CEIS, Sylvain Fort, ancien conseiller en communication et rédacteur des discours du président de la République Emmanuel Macron, associé de mars 2020 à mai 2022.
Olivia Grégoire, secrétaire d'État chargée de l'Économie sociale, solidaire et responsable sous le gouvernement Jean Castex, puis porte-parole du gouvernement Élisabeth Borne à partir de mai 2022 était directrice associée de la société entre 2013 et 2014 et supervisait la rédaction de faux articles. Sa présence au sein de la société est absente de plusieurs de ses biographies officielles.

### A partir de 2023
Depuis 2023, Arnaud Dassier est le dirigeant d'Avisa Partners. Ce dernier, par ailleurs dirigeant de Koryos, un fonds d'investissement actif dans le secteur de la défense en Ukraine,, et ciblé par une opération de désinformation russe en 2024, est également investi par le RN et Eric Ciotti lors des élections législatives de 2024 et devient référent de l'Union des Droites pour la République dans le département de l'Allier,. 

## Implantation
Avisa Partners dispose de bureaux à Paris, Lyon, Toulouse, Washington, Miami, Londres, Bruxelles, Berlin, Genève et Abidjan.

## Activités de lobbying

### France
Une enquête du Journal de 20 heures de France 2 a montré que la filiale d'Avisa Partners, CEIS, est l'un des cabinets de conseil ayant le plus dépensé de frais de lobbying en 2017, soit un montant compris entre 1 250 000 euros et 1 500 000 euros, par l'intermédiaire de l'organisation des Universités d'été de la Défense, un événement qui réunit les industriels de la défense et de la sécurité et les responsables politiques, rassemblant près de 500 personnes.
En 2021, l'entreprise déclare à la Haute Autorité pour la transparence de la vie publique des dépenses de lobbying d'un montant inférieur à 10 000 euros.
En 2022, Mediapart révèle qu'Avisa Partners est dans le viseur des services de renseignement français.
Avisa vend des activités d'influence à des puissances étrangères et de cyberattaques, ceux-ci estimant que l'entreprise agit contre les intérêts français en Afrique, ce qu'elle conteste.

### Union européenne
La société Avisa Partners est inscrite depuis 2009 sur les registres de transparence de l'Union européenne. En 2021, elle déclare représenter les intérêts de plus d'une quarantaine d'entreprises ou d'associations professionnelles, pour un montant de 1 845 000 euros,.

### États-Unis
D'après les registres de transparence du Sénat américain, les honoraires de lobbying perçus par Avisa Partners en 2021 s'élèvent à près de 570 000 dollars,.

## Controverses

### Désinformation

#### Campagnes d'influence sur Internet
Depuis 2013, des enquêtes publiées dans de nombreux médias, parmi lesquels le Journal du Net,, Challenges, Le Desk, Complément d'enquête, Fakir, Mediapart,, Marianne, Libération, Arrêt sur images,,, Le Monde,  France Inter ou Radio France montrent que la société iStrat, devenue Avisa Partners, a piloté des campagnes d'influence sur Internet. En direct ou grâce à de nombreux sous-traitants, Avisa Partners fait rédiger des articles et des tribunes au profit d'entreprises clientes, d'États ou de personnalités, dont l'objectif consiste à « abreuver internet de contenus flatteurs ou complaisants pour leurs clients afin d'influencer l'opinion publique, de faciliter leurs affaires ou de taper sur un concurrent ».

#### Affaire des faux contenus journalistiques
Dans le journal français Fakir, un pigiste spécialisé dans la fabrique du doute appelé « Julien » (prénom d'emprunt) décrit comment il était payé par Avisa Partners pour écrire sous de faux noms de faux contenus apparemment journalistiques, le cas échéant avec une fausse biographie le faisant passer pour un expert du sujet. Il a par exemple promu un boîtier électrique, vanté le glyphosate, dressé un portrait flatteur de l'ancien président tchadien, ou au contraire « dézingué » François Ruffin. Il diffusait ses messages sur les réseaux sociaux, et publiait aussi dans des tribunes de sites d'information ou dans les blogs de Mediapart (qui a depuis enquêté sur le scandale et effacé ces contenus factices). Dans son volet "affaires publiques", Avisa Partners explique « donner puissance et portée aux contenus […] en intégrant la mécanique algorithmique des plateformes ».
Parmi les clients privés de l'agence figurent ou ont figuré Air France, EDF, LVMH, Vivarte, Uber, des cigarettier, les JO de Tokyo, le projet Cigéo de Bure, Rusal ou encore PDVSA. Les enquêtes ont établi que des États travaillaient également avec celle-ci, comme Bahreïn, l'Inde, le gouvernement français, la Côte d'Ivoire, le Qatar (au bénéfice de la Coupe du monde de football 2022).
D'autres clients sont des personnalités comme Alassane Ouattara et son épouse Dominique, Idriss Déby, Mounir Majidi, ou le milliardaire Bernard Arnault.
Au bénéfice de clients visant des concurrents, ont par exemple été ciblés Andrea Bonomi, en lice pour racheter le Club Med lors d'une OPA qui l'opposait au chinois Fosun, Airbnb, l'Organisation mondiale de la santé, la mutuelle « Groupe Pasteur Mutualité », Aléxis Tsípras, Engie[réf. souhaitée], François Ruffin, le Centre international de recherche sur le cancer, le Monténégro, le Bénin[réf. souhaitée] et la junte thaïlandaise.
Mediapart affirme que la société serait à l'origine de plusieurs centaines d'articles dans le « Club de Mediapart », l'espace participatif du journal, ainsi que dans les blogs de L'Express, du HuffPost, d'AgoraVox et de nombreux autres médias en ligne. D'après les enquêtes journalistiques, ces prestations ont également ciblé The Conversation, Jeune Afrique, La Tribune, Valeurs actuelles, Boulevard Voltaire ou Atlantico, Les Échos, Entreprendre ou Contrepoints. À ce propos, et malgré les démentis des dirigeants de la société, une enquête de Libération conclut qu'entre 2013 et 2014, les directeurs d'iStrat Matthieu Creux, Arnaud Dassier et Olivia Grégoire, supervisaient la rédaction de ces articles, une activité qui représentait alors « au moins 90 % des activités » du cabinet.

#### Bannissement de Wikipédia
Au moins depuis 2015, Avisa Partners intervient également sur Wikipédia. La société est intervenue sur les pages d'Uber, de Bernard Arnault, de Linky, de La Poste, de Bayer. Avisa Partners reconnaît les faits, et par conséquent est bannie de l'encyclopédie en 2022. Selon Wikimédia France, « outre le groupe Avisa Partners, les sociétés Nativiz et Link-Edit, proches d'Avisa selon les enquêtes de presse, sont également impliquées ». Selon une enquête de Reflets.info en mai 2023, l'un des comptes utilisés pour modifier entre autres la présente page pourrait être le Président du groupe lui-même, Matthieu Creux, l'adresse IP du compte à sa création étant celle de son téléphone portable.
La société a également créé ou racheté des médias référencés sur Google Actualités pour diffuser la propagande de ses clients avec davantage de visibilité, tels Le Monde de l'énergie, La Revue internationale (ex-JOL press), Raison d'être, Planète business, etc., des médias aujourd'hui déréférencés de Wikipédia. Dans ce même but, elle a également noué des partenariats avec des groupes de presse comme Économie matin, Causeur ou Conflits,,.
Par ailleurs, dans la série d'enquêtes que Mediapart a consacré à Avisa Partners en 2022, il est indiqué que la société a mené au profit d'une agence de communication, comme sous-traitant, une enquête sur un lanceur d'alerte bulgare, Atanas Tchobanov, qui a révélé des scandales politico-financiers dans son pays . D'après ses dirigeants interrogés par le média d'investigation, il ne s'agissait que d'une note interne non diffusée, synthétisant des éléments connus et publiés sur Internet. Avisa n'aurait pas poursuivi son enquête au regard des premiers éléments constatés et affirme n'avoir pas donné suite à toute sollicitation commerciale liée au lanceur d'alerte et à ses sources.
Avisa Partners entame en septembre 2022 une série de procès-bâillons contre Reflets, Mediapart, Arrêt sur images, Next INpact mais aussi Jean-Marc Manach pour une revue de web, en les poursuivant pour diffamation,,. Sont aussi menacés des médias tels que l'ADN et Le Miroir du Nord. Selon l'analyse du site Stratégies, cette information sur des dépôts de plaintes « donne une nouvelle vigueur aux accusations qui ont été formulées contre [Avisa] ».
En décembre 2022, de nouvelles révélations sont publiées dans Libération, Jeune Afrique, Arrêt sur images et La Lettre A. On y signale notamment les tentatives de l'entreprise pour améliorer son image dégradées par les récents scandales, ainsi que des contrats avec le Congo (pour favoriser la seconde réélection de Denis Sassou-Nguesso malgré l'interdiction constitutionnelle), le Qatar (pour améliorer l'e-réputation du président du PSG Nasser al-Khelaïfi).
En 2023, Avisa Partners se voit pourtant attribuer un contrat par l'Union européenne pour « lutter contre la désinformation », notamment en rendant « entre dix et vingt études par an, sur des thèmes tels que le rôle des femmes dans la lutte contre la radicalisation ou l'influence de la désinformation dans les processus électoraux »,,.

#### Domaines d'activité
- Cybersécurité
- Intelligence économique
- Investigation informatique
- Lobbying

#### Concurrence
- Agence pour la Diffusion de l'Information Technologique (ADIT)
- Risk&co
- FTI Consulting
- Kroll